# Gare de Tournon
Ne doit pas être confondu avec Gare de Tournon-Saint-Martin.
La gare de Tournon est une ancienne gare ferroviaire française de la ligne de Givors-Canal à Grezan située sur la commune de Tournon-sur-Rhône, dans le département de l'Ardèche en France.
Elle est mise en service en 1874 et ferme aux voyageurs en 1973.
L'ancienne gare à voie métrique des CFD, directement accolée, a servi de terminus pour le train à vapeur touristique du Vivarais de 1969 à 2008.

## Histoire

### Première gare
La concession à titre éventuel d'une ligne de chemin de fer de Givors à La Voulte-sur-Rhône est accordée à la Compagnie des chemins de fer de Paris à Lyon et à la Méditerranée (PLM) en 1863. Il faudra attendre 1870 pour que son tracé soit planifié ; sa mise en service a lieu en 1873.
La ville de Tournon, sur la rive droite du Rhône, est donc un point de passage obligatoire pour cette ligne qui y dispose d'une gare pour les voyageurs et marchandises. Ses habitants n'étaient cependant pas totalement privés de chemin de fer auparavant puisque la ligne de Paris-Lyon à Marseille-Saint-Charles passe sur la rive opposée où la gare de Tain-l'Hermitage, située à seulement 1 km, existe depuis 1855.
Avec le temps, les voyageurs se faisant plus rares sur la ligne de la rive droite du Rhône, la SNCF décide d'y supprimer les trains de voyageurs en septembre 1973. Depuis, la gare de Tournon a seulement servi lors d’événements exceptionnels ou en cas de fermeture pour travaux de la ligne de la rive gauche du Rhône. Les quais sont donc restés en place.

### Gare des CFD
Les Chemins de fer départementaux (CFD) du Vivarais exploitèrent, de 1891 à 1968, une ligne à voie métrique de près de 50 km de Tournon au Cheylard via Lamastre. Une partie de cette ligne a été préservée et accueille désormais le chemin de fer touristique du Vivarais.
Le terminus de cette ligne d'intérêt local faisait face à la gare PLM de Tournon et les trains empruntaient une partie de la ligne du "grand" chemin de fer moyennant une section à trois files de rails. En plus des installations pour les voyageurs et pour décharger et transborder les marchandises, un important dépôt pour les locomotives, wagons et autorails a été construit.
De 1969 à 2008, c'est la société du Chemin de Fer Touristique de Meyzieu (CFTM) qui l'utilisait comme point de départ de la ligne et lieu d'entretien de son matériel roulant, dont plusieurs locomotives à vapeur. La ligne dut fermer en 2008 et lorsque les circulations à vapeur purent reprendre en 2013, elles partent désormais depuis une nouvelle gare située sur la commune voisine à Saint-Jean-de-Muzols, ce qui supprime le besoin, compliqué, d'emprunter la ligne de la SNCF.

## Patrimoine ferroviaire
Le bâtiment voyageurs d'origine, à l'angle des deux lignes est présent sur le site et appartient à la SNCF.
Il s'agit d'une construction standard PLM de cinq travées, encadrée par deux ailes symétriques de deux travées. L'horloge au fronton est manquante mais son encadrement est toujours visible.
La gare et les ateliers des CFD sont également présents bien qu'inutilisés depuis 2008. Le train touristique du Vivarais dispose désormais d'une station dédiée, à une certaine distance.
Le dépôt CFD d'origine est donc désaffecté.

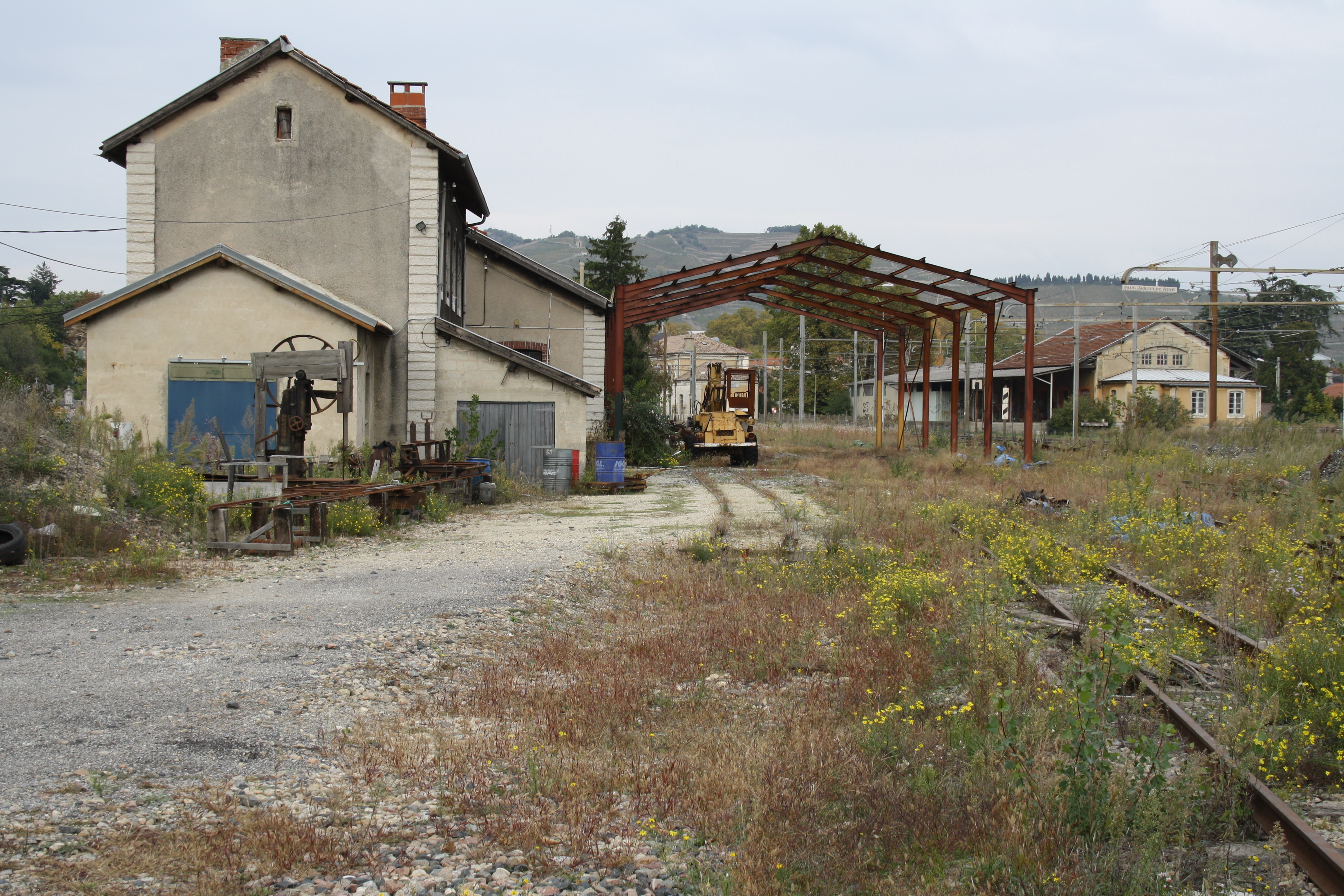
Dépôt à voie métrique au bord de la gare (2015).
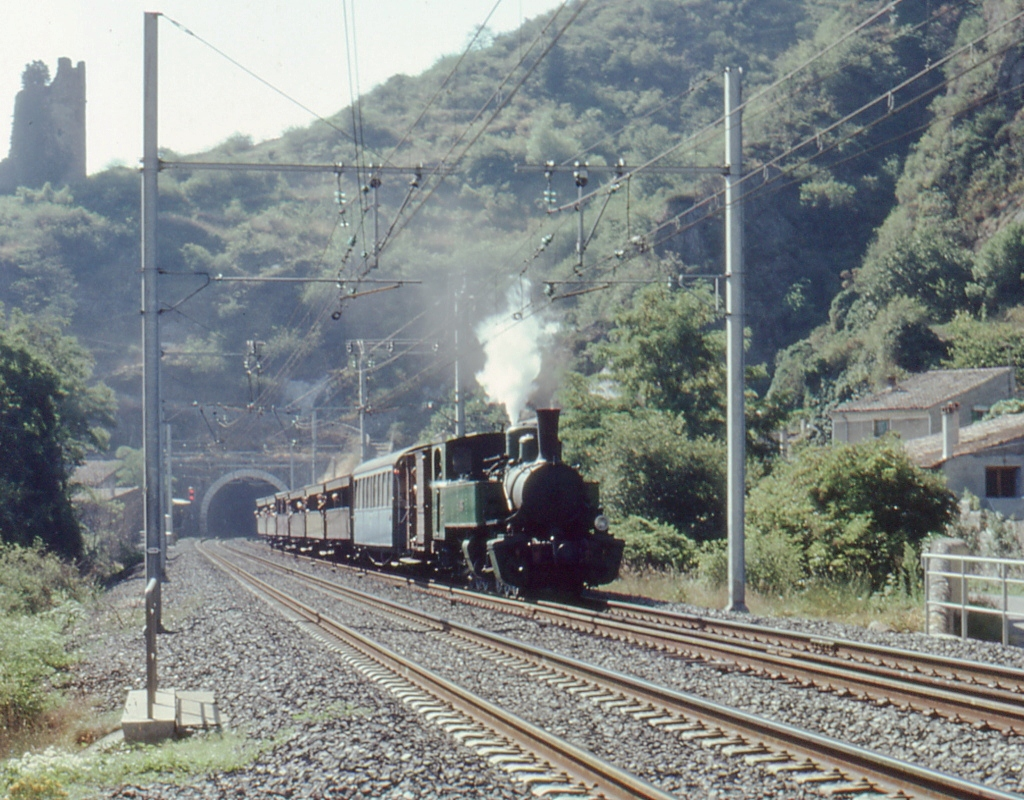
Train touristique à voie étroite empruntant la ligne SNCF à la sortie de Tournon.